# علف تب‌بر دشت ساحلی
علف تب‌بر دشت ساحلی (نام علمی: Eutrochium dubium) نام یک گونه از سرده علف تب‌بر است.